# Простота
Простота — свойство, качество или условие, которое считается простым и элементарным по составу. Часто обозначает красоту, чистоту или ясность. Простые вещи часто легче разъяснить и понять, чем сложные. Простота может означать свободу от трудностей, напряжения или путаницы. Также простота может относиться к простому образу жизни.

## Принцип простоты
Данный принцип основывается на глубокой связи между простотой и интуитивной очевидностью. Он стремится минимизировать средства и усилия для достижения целей. Универсальный закон и эстетический идеал японского искусства.
Принцип позволяет увидеть большое в малом, возвышенное в обычном, изысканное в грубом, глубокое в простом.
Вытекает из прозрачности Пустоты и из первозданной непосредственности Таковости, а значит из их взаимопереходов, представляющие собой способ движения и существования Абсолюта.
Простота проявляется как следствие единства Таковости и Пустоты, Бытия, и Ничто, то есть Абсолюта, который в каждый момент времени находится в центре Вселенной и движется по самым простым и идеальным траекториям. Как отмечал С. С. Аверинцев, и в западном теизме Бог наделялся простотой, которая выражала такие качества как неделимость и несводимость к каким либо составляющим частям.
Фундаментальный характер принципа простоты признается как восточными, так и западными философами и теоретиками искусства. В античной натурфилософии, даосизме и буддизме возникли представления о изначальной простоте природы и необходимости для человека достигать гармонии с ней путем простых, экономных действий.

## Высказывания
- «Надо делать настолько просто, насколько это возможно, но не проще.» — Альберт Эйнштейн (1879—1955)
- «Где просто, там ангелов со сто, а где мудрено, там ни одного. Где нет простоты, там одна пустота.» — Амвросий Оптинский
- «Простота во многом похожа на децентрализацию.» — Виталик Бутерин
- «Наши жизни засорены деталями; проще, проще.» — Генри Дэвид Торо (1817—1862)
- «Простота — это то, что сложнее всего на свете; это крайний предел опытности и последнее усилие гения.» — Жорж Санд
- «Все гениальное — просто.» — неизвестный мудрец[1]
- «Простота означает достижение максимального эффекта минимальными средствами.» — Коити Кавана, архитектор ботанических садов
- «Отказывайтесь от всего, без чего можно обойтись.» — Максим Власов
- «Тем, что описать непросто, пользоваться просто не получится.» — неизвестный
- «Правду всегда можно узнать по её красоте и простоте.» — Ричард Филлипс Фейнман (1918—1988)